# Bruce Erickson
Bruce R. Erickson és un paleontòleg i catedràtic de paleontologia del Science Museum of Minnesota.

## Publicacions
- Erickson BR. (2005). Crocodile and arthropod tracks from the Late Paleocene Wannagan Creek Fauna of North Dakota, USA. Ichnos 12:pp303-308.
- Erickson BR. (2003). Dinosaurs of the Science Museum of Minnesota, a Curator's notebook. Research and Collections Division, Science Museum of Minnesota. pp1-86.
- Erickson BR. (1998). A Palaeophid snake from the Late Paleocene of South Carolina. Transactions of the American Philosophical Society 88:pp215-220.
- Erickson BR. (1998). Crocodilians of the Black Mingo Group (Paleocene) of the South Carolina coastal plain. Transactions of the America Philosophical Society 88:pp196-214.
- Erickson BR. & Sawyer GT. (1996). The estuarine crocodile Gavialosuchus carolinenesis n. sp. (Crocodilia: Eusuchia) from the late Oligocene of South Carolina, North America. Monographs of the Science Museum of Minnesota 3:pp1-47.
- Erickson BR. (1991). Flora and fauna of the Wannagan Creek Quarry: late Paleocene of North America. Scientific Publications, Science Museum of Minnesota 7:pp1-19.
- Erickson BR. (1987). Simoedosaurus dakotensis, n. sp., a lepidosaurian reptile (Diapsida: Choristodera) from the Paleocene of North America. Journal of Vertebrate Paleontology 7:pp237-251.
- Erickson BR. (1985). Aspects of some anatomical structures of Champsosaurus (Reptilia: Eosuchia). Journal of Vertebrate Paleontology 5:pp111-127.
- Erickson BR. (1982). Wannaganosuchus, a new alligator from the Paleocene of North America. Journal of Paleontology 56:pp492-506.
- Erickson BR. (1967). Paleontological Evidence Concerning Some Post Glacial Features of The Mississippi River Valley. 1:pp1-4
- Erickson BR. (1966). Mounted Skeleton of Triceratops prorsus. The Science Museum 1:pp1-15.